# Dorothea Chalmers Smith

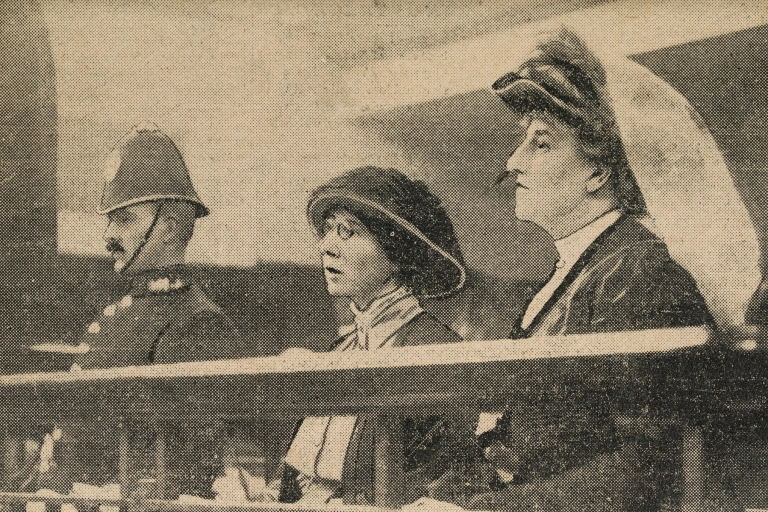
Dorothea Chalmers Smith (rechts) mit Ethel Moorhead während des Prozesses 1913

Elizabeth Dorothea Chalmers Smith, geborene Lyness (* 1874 in Dennistoun, Glasgow; † 1944), war eine schottisch-britische Ärztin und Suffragette.

## Leben
Zu Chalmers Smiths Familie und Kindheit ist nichts bekannt. Sie schloss 1894 ihr Medizinstudium an der Universität Glasgow ab und arbeitete im Royal Samaritan Hospital for Women in Glasgow. 1901 heiratete sie Reverend William Chalmers Smith, den Pfarrer der Calton Church in Glasgow. Sie hatten sechs Kinder, die zwischen 1901 und 1911 geboren wurden.
Chalmers Smith schloss sich 1912 der Women’s Social and Political Union (WSPU) an, doch ihr Enthusiasmus für die militant Kampagne der WSPU für das Frauenwahlrecht wurde von ihrem Mann nicht begrüßt, der der festen Überzeugung war, dass der Platz der Frau im Haus sei.
Am 23. Juli 1913 versuchte Chalmers Smith zusammen mit Ethel Moorhead (die unter dem Decknamen „Margaret Morrison“ agierte) ein Haus in 6 Park Gardens in Glasgow in Brand zu setzen, wurde jedoch am Tatort gefasst, und die Feuerwehr fand brennbare Materialien und eine Postkarte mit der Aufschrift „A protest against Mrs Pankhurst re-arrest“. Der Fall wurde vor dem High Court am Jail Square verhandelt, und Hunderte von Suffragetten nahmen an der Verhandlung teil. Chalmers Smith und Moorhead verteidigten sich selbst und lehnten ein Plädoyer ab. Moorhead unterbrach den Richter mit den Worten: „Wir wollen nichts mehr hören. Wir haben uns geweigert, Ihnen zuzuhören. Bitte verurteilen Sie uns.“ Beide Frauen wurden  zu acht Monaten Haft verurteilt. Moorhead wandte sich dabei an die anwesenden, sympathisierenden Suffragetten und rief „No Surrender“, was zu Tumult im Gerichtssaal führte, als andere mitschrieen, Äpfel warfen und laut die Marseillaise sangen, so dass es zu drei weiteren Verhaftungen kam. Der Glasgow Herald veröffentlichte eine Karikatur mit dem Titel Hallowe'en at the High Court.
Beide Frauen traten im Gefängnis sofort in den Hungerstreik. Als sie körperlich geschwächt waren, wurden sie auf der Grundlage des im April 1913 eingeführten sogenannten Cat and Mouse Act temporär freigelassen, um wiederhaftet zu werden, sobald sich ihr Gesundheitszustand verbessert hatte. Detektive wurden vor ihrer Haustür postiert, um sicherzustellen, dass sie nicht entkam. Es gelang ihr zu entkommen, indem sie die Schuluniform ihrer jüngeren Schwester anzog.
Chalmers Smith wurde wie andere von der WSPU mit der sogenannten „Hungerstreik-Medaille“ For Valour ausgezeichnet.
Chalmers Smith und ihr Ehemann ließen sich nach dem Ersten Weltkrieg scheiden, angeblich auf Druck der Kirk Session (Gemeindegruppe) zu einer Zeit, in der es für einen Pfarrer der Church of Scotland schwierig war, dies zu tun. Sie zog mit ihren drei Töchtern fort, ihre drei Söhne durfte sie jedoch nicht wiedersehen.
Nach dem Ersten Weltkrieg arbeitete Chalmers Smith in den neu gegründeten Kinderfürsorgekliniken in Glasgow. Sie leistete Pionierarbeit in der Kinderfürsorge und erzog ihre Töchter zu Ärztinnen. Sie starb 1944, und ihre silberne WSPU-Hungerstreikmedaille wurde von einer ihrer Töchter dem People’s Palace gestiftet.